# Il ballo delle ingrate (film 1976)
Il ballo delle ingrate (De Fördömda Kvinnornas Dans) è un film per la televisione del 1976, diretto da Ingmar Bergman.
Si tratta di un'azione mimata a forma di balletto che si basa soprattutto sulle espressioni e sugli atteggiamenti dei personaggi più che sui movimenti del corpo. Essa può definirsi, come ha detto l'autore stesso, "un dramma senza parole" o una "composizione coreografica".

## Trama
Viene ripresa a colori, all'inizio della rappresentazione, una donna che annuncia lo spettacolo anticipando che le protagoniste sono quattro donne chiuse in una stanza e dice:
«Occorreva che le loro reazioni si riflettessero sui loro volti, sui loro atteggiamenti, sulle loro mani, sui loro occhi. Noi non comunichiamo gli uni con gli altri soltanto con la parola. Il linguaggio del corpo è estremamente più ricco e può raggiungere il nostro subcosciente con maggiore efficacia. I gesti possono rivelare il medesimo significato in culture diverse a differenza del linguaggio normale... Le protagoniste sono quattro: una donna morta vestita di nero e tre ragazze, due grandi e una bambina. Si tratta di un episodio molto semplice. Vi presenteremo il filmato una prima volta, poi tornerò da voi per illustrarvi l'idea che lo ha ispirato e quindi lo ripresenteremo. Forse allora noterete una quantità di dettagli che vi sono sfuggiti e forse vedrete il film sotto una nuova luce».
Appaiono poi, in una scena in bianco e nero della durata di dieci minuti, le danzatrici che non danzano ma si muovono seguendo la musica. Dapprima sembra che la gaiezza della bambina con la bambola, che rappresenta la giovinezza, prevalga sulla tristezza della donna vestita di nero che è chiaramente la morte, ma, a poco a poco, tutto diventa piatto e sembra che persino la bambina venga sommersa dal senso di angoscia che discende sulla scena.
Ritorna intanto la presentatrice che spiega il significato simbolico della coreografia e il suo legame con Il flauto magico e quando si rivede la pantomima le sensazioni e i pensieri sono diversi.

## Analisi del film
Nel cortometraggio Bergman si avvale della coreografia di Donya Feuer, che era stata la coreografa del Flauto magico, delle musiche di Claudio Monteverdi eseguite dall'orchestra Musicae Holmia, dalla voce della cantante lirica Doroty Dorow e delle ballerine Nina Harte, Heléne Friberg, Lena Wennergren e Lisbeth Zacharisson.
Con questo film, il regista porge al pubblico un chiaro invito che è quello di andare oltre la lettera del racconto e di mettersi davanti allo schermo non in modo passivo ma in posizione critica, intelligente e attiva senza pertanto fermarsi alle apparenze e quindi, ancora una volta, tener conto della differenza tra la finzione dello spettacolo e la realtà della vita.